# 纹翅盲蝽属
纹翅盲蝽属（学名：Mermitelocerus）为盲蝽科的一个属。

## 下属物种
本属包括以下物种：
- 纹翅盲蝽 Mermitelocerus annulipes Reuter, 1908
- Mermitelocerus schmidtii (Fieber, 1836)
- Mermitelocerus viridis Yasunaga & Miyamoto, 1991